# 파주 경의선 장단역 죽음의 다리
죽음의 다리는 대한민국 경기도 파주시 장단면 도라산리에 있는 대한제국시대의 다리이다.이 다리는 연천에서 고량포로 나가는 유일한 국도 교량이다. 옛 장단역에서 남쪽으로 약 300m 지점에 있다.'죽음의 다리'라는 이름은 한국전쟁 당시 많은 미군이 전사하여 붙여진 것이라고 한다.

## 같이 보기
- 장단역
- 한국전쟁
- 경의선